# WDSN
Koordinaten: 41° 8′ 41″ N, 78° 52′ 41″ W
WDSN oder WDSN-FM (Branding: „Sunny 106.5“; Slogan: „Today’s Hits and Yesterday’s Favorites“) ist ein US-amerikanischer Hörfunksender in Reynoldsville im US-Bundesstaat Pennsylvania. WDSN sendet auf der UKW-Frequenz 106,5 MHz. Das Musiksendeformat ist auf Adult Contemporary ausgerichtet. Eigentümer und Betreiber ist die Priority Communications, Inc.